# Afraflacilla
Afraflacilla Berland & Millot, 1941 è un genere di ragni appartenente alla Famiglia Salticidae.

## Etimologia
Il nome è composto dal prefisso Afra-, che richiama l'origine africana dei primi esemplari rinvenuti attribuiti a questo genere, e Flacilla Simon, 1901, nome di genere oggi obsoleto e sostituito da Flacillula Strand, 1932; a sua volta Flacilla deriva da Elia Flaccilla, moglie dell'imperatore romano Teodosio I.

## Caratteristiche
In base a vari caratteri in comune, si ritiene che i generi Afraflacilla, Pseudicius, Festucula e Marchena, facciano parte di un unico gruppo monofiletico.

## Habitat
Questi ragnetti sono rinvenuti nei tronchi d'albero delle savane e nelle foreste a sclerofillo.

## Distribuzione
Le 17 specie oggi note di questo genere sono diffuse in Africa, Australia e Asia. Una sola specie, A. epiblemoides è endemica dell'Europa

## Tassonomia
Questo genere apparteneva fino al 1993 al genere Pseudicius e tuttora tale distacco è contestato da alcuni aracnologi.
A maggio 2010, si compone di 17 specie:
- Afraflacilla antineae (Denis, 1954) — Algeria
- Afraflacilla asorotica (Simon, 1890) — Arabia Saudita, Israele, Yemen
- Afraflacilla bamakoi Berland & Millot, 1941[3] — Sudan
- Afraflacilla berlandi Denis, 1955 — Libia
- Afraflacilla courti Zabka, 1993 — Nuova Guinea
- Afraflacilla epiblemoides (Chyzer, 1891) — Europa centrale e orientale
- Afraflacilla grayorum Zabka, 1993 — Australia occidentale, Queensland
- Afraflacilla gunbar Zabka & Gray, 2002 — Nuovo Galles del Sud
- Afraflacilla huntorum Zabka, 1993 — Australia occidentale, Victoria (Australia)
- Afraflacilla millidgei Zabka & Gray, 2002 — Australia occidentale
- Afraflacilla risbeci Berland & Millot, 1941 — Senegal
- Afraflacilla scenica Denis, 1955 — Niger
- Afraflacilla similis Berland & Millot, 1941 — Senegal
- Afraflacilla stridulator Zabka, 1993 — Australia occidentale
- Afraflacilla vestjensi Zabka, 1993 — Territorio del Nord (Australia)
- Afraflacilla wadis (Prószynski, 1989) — Arabia Saudita, Israele, Yemen
- Afraflacilla yeni Zabka, 1993 — Victoria (Australia)